# L'adolescent
L'adolescent (Подросток) és una novel·la de l'autor rus Fiódor Dostoievski, publicada per primera vegada el 1875. En L'adolescent, Dostoievski reprèn la figura del narrador autodiegétic escrivint en primera persona que ja havia utilitzat en Les nits blanques. El text consisteix en les Memòries del protagonista, Arkadi Dolgoruki, escrites un any després dels fets. En elles relata la formació del seu caràcter, jutja al seu pare i inclou «digressions» sobre la seva infància.

## Sinopsi
La novel·la es desenvolupa principalment sobre la base de la relació del protagonista amb el seu pare, Andréi Versílov, per qui inicialment sent rebuig i finalment adoració. L'odia a conseqüència de certs rumors que acusen a aquest de diversos actes negatius fins que descobreix que aquests rumors són falsos; des d'aquest moment s'adona que el seu pare«no és un aventurer que s'ha arruïnat i ha caigut, sinó un home d'ànima lleial i absoluta noblesa. Arkadi llavors passarà des de l'odi del seu pare a una absoluta extasiada adoració». Jorge Serrano assenyala, sobre aquest tema, que «Dostoievski introdueix així en la novel·la una tornada del pare pròdig cap al fill, en lloc de ser al revés com en la Bíblia. Serà llavors el fill qui, sent conscient que el seu pare no és el depravat moral que ell creia, vetllarà per ell defensant-ho i protegint-ho». L'obra marca clarament un abans i un després de la reconciliació: abans d'aquesta, Arkadi, en un ressentiment projectat cap al social, opta per passar els seus dies tancat en una habitació petita i allunyat de la gent —situació que recorda l'actitud de Raskólnikov reclòs a la seva habitació i a l'«home del subsòl»—; després de la reconciliació, s'apodera d'ell un optimisme ingenu i desmesurat, que ho porta a creure en la possibilitat d'aconseguir un utòpic paradís terrenal. Es desenganyarà després, la qual cosa representarà el seu pas de la ingenuïtat a la maduresa.

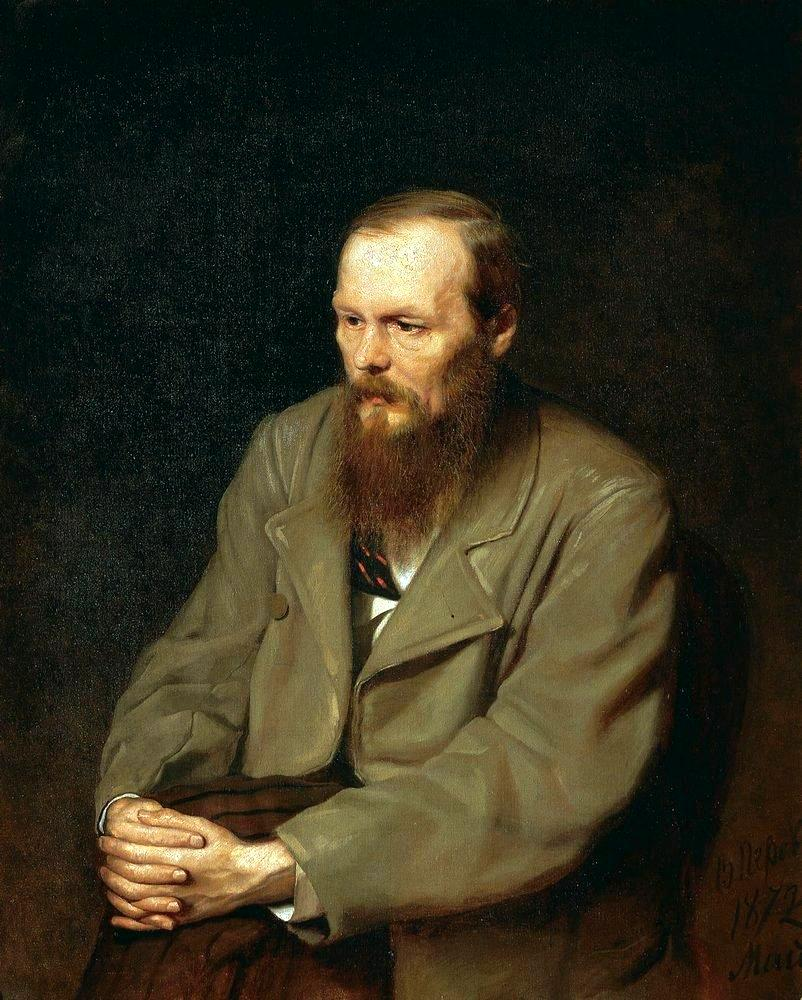
Retrat de Fiódor Dostoievski. per Vasili Perov (1872).

Paral·lelament, en la història, Dostoievski fa emergir lateralment a Makar Dolgoruki, pare legal de Arkadi que, si bé no és un personatge protagonista en la narració, és central en el pensament de l'autor, car representa els valors que aquest intenta destacar en les seves obres: la «bellesa» espiritual, la bondat i el sofriment com a sacrifici. En aquest sentit, aquest personatge és l'equivalent al príncep Mishkin de L'idiota, a Tijón d'Els dimonis i a Zosima i Alioscha d'Els germans Karamàzov, entre d'altres. Versílov, un home representatiu de la ja esmentada «dècada dels 40» russa, en afirmar la tesi que «és al poble pla rus, que en el passat havia suportat per segles l'esclavitud i la misèria, on es trobava la «idea» de la nació russa com a alliberadora de la Humanitat, un alliberament que forçosament hauria d'estar sustentada en la religió ortodoxa», reconeix els principis morals de Makar, la qual cosa condueix a una de les idees més volgudes de l'autor: la «sublim fraternitat i unió dels intel·lectuals occidentalistas, la «Intel·liguèntsia», amb el poble dipositari de la tradició ancestral russa».

## Personatges
- Arkadi Makàrovitx Dolgoruki protagonista de la història.
- Makar Ivànovitx Dolgoruki pare legal de Arkadi.
- Andrei Petróvich Versílov és el pare biològic de Arkadi. Es veu embolicat en un escàndol amb una jove amb problemes mentals que acaba suïcidant-se.
- Príncep Sergei Petróvitx
- Príncep Nicolás Ivánovich Sokolskipare de Katerina Nikoláievna i amic de Versílov
- Katerina Nikolàievna Akhmàkova filla del príncep Sokolski, vídua del general Akhmàkov i madrastra de Lídia.
- Sofia Andréievna mare de Arkadi
- Monsieur Touchard
- Tatiana Pàvlovna Prutkova
- Isabel Makàrovna (Liza) germana de Arkadi
- Brega Akhmàkova enamoriscament del Príncep Sergio Petróvich a la qual Versílov demana en matrimoni abans que ella se suïcidés
- Vassin
- Stebelkov padrastre de Vassin
- Kraft
- Efim company d'institut de Arkadi